# SalamAir
SalamAir (Arabisch: طيران السلام) is een Omaanse lagekostenluchtvaartmaatschappij. De maatschappij heeft haar hub op Muscat International Airport en vliegt zowel binnen het Midden-Oosten als naar bestemmingen in Europa en Azië.

## Geschiedenis
SalamAir werd in 2016 opgericht als eerste lagekostenluchtvaartmaatschappij van Oman. Op 18 november 2016 arriveerde de eerste Airbus A320-200, deze was geleased van de LATAM Airlines Group. Op 30 januari 2017 volgde de eerste vlucht van Muscat naar Salalah. Op 27 oktober 2022 werd de eerste vrachtvlucht uitgevoerd onder de naam SalamAir Cargo.

## Vloot

### Huidige vloot

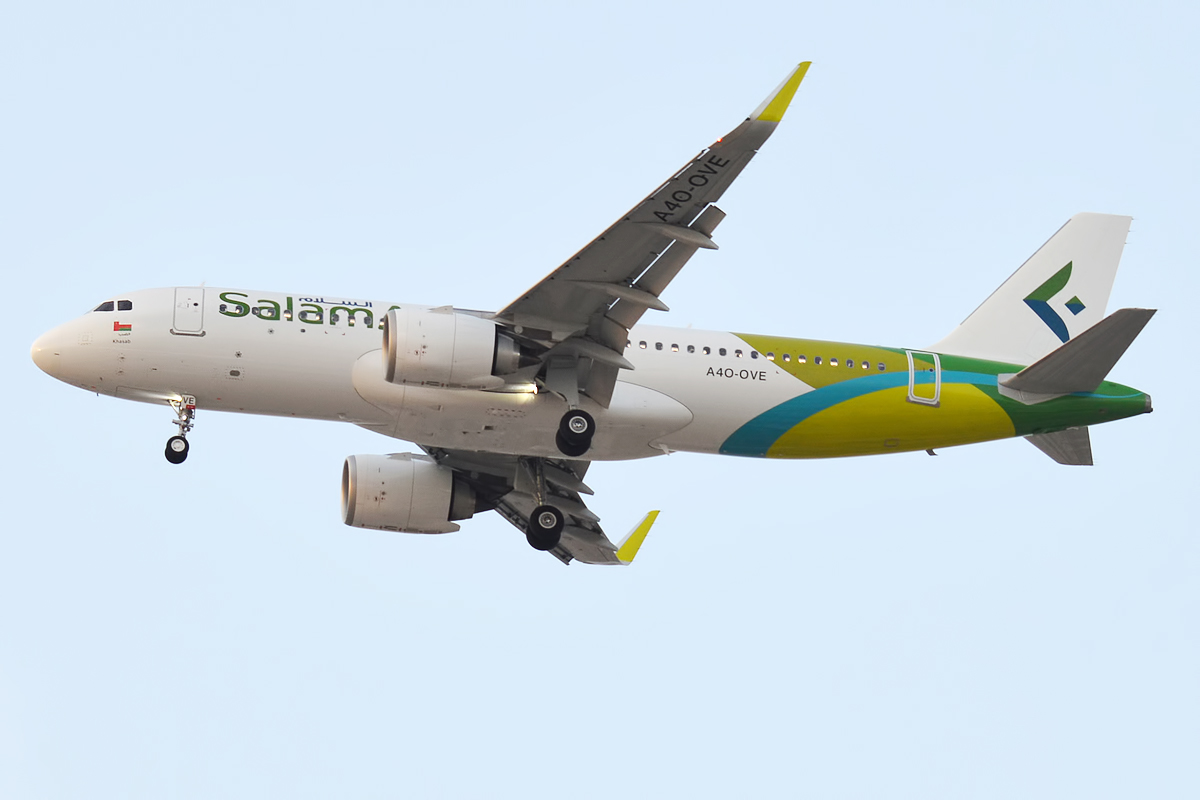
Een Airbus A320neo van SalamAir

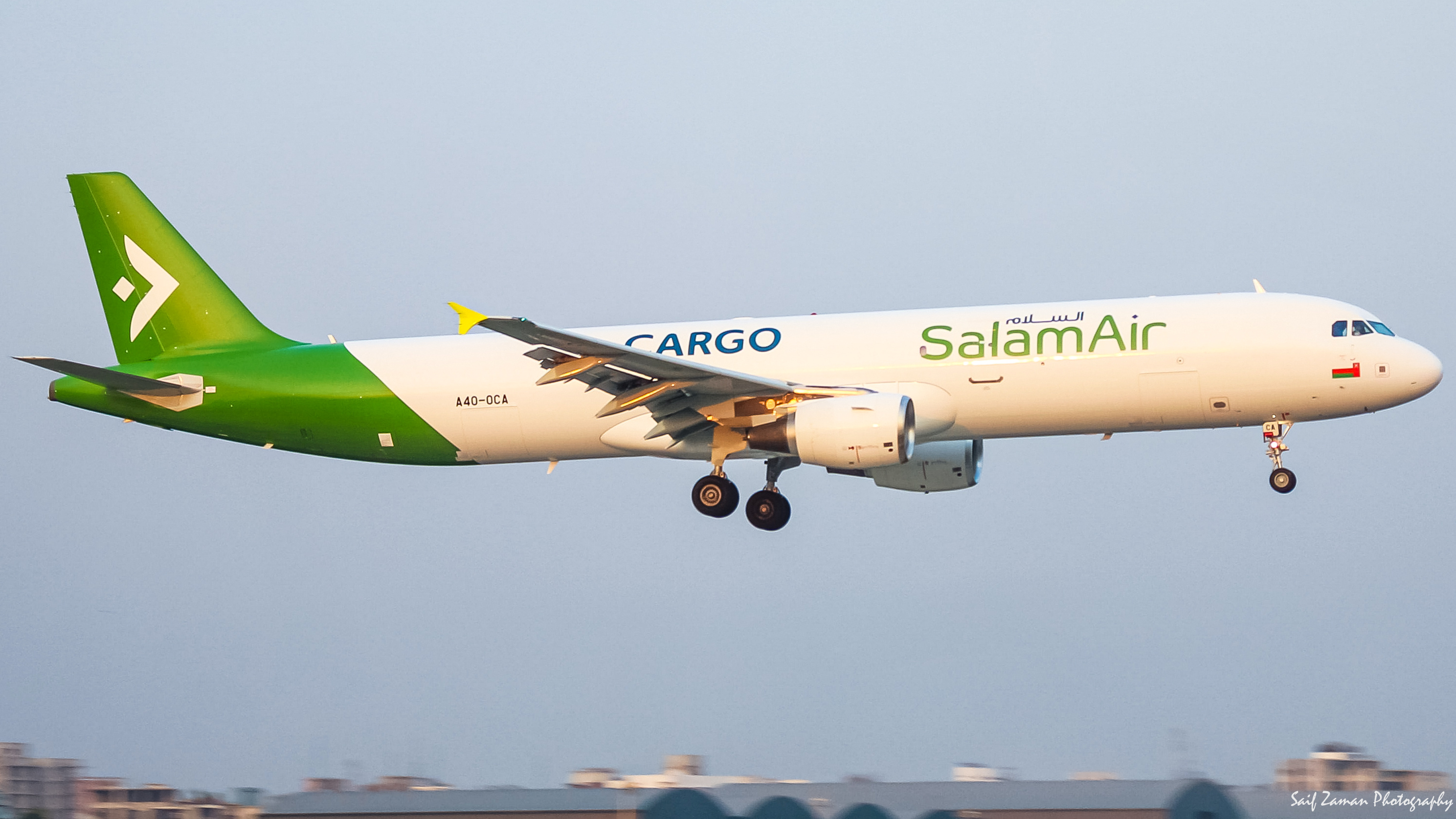
De Airbus A321-200P2F van SalamAir

De vloot van SalamAir bestaat uit de volgende toestellen (juli 2024):
| Type               | In dienst | Orders | Opmerkingen                   |
| ------------------ | --------- | ------ | ----------------------------- |
| Airbus A320neo     | 6         | —      |                               |
| Airbus A321neo     | 7         | —      |                               |
| Embraer 195-E2     | —         | 6      | Optie voor 6 extra toestellen |
| Vrachtvloot        |           |        |                               |
| Airbus A321-200P2F | 1         | —      |                               |
| Totaal             | 14        | 6      |                               |

### Voormalige vloot
De vloot bestond ook uit de volgende toestellen:
| Type            | Aantal | In dienst | Uitgefaseerd | Opmerkingen                          |
| --------------- | ------ | --------- | ------------ | ------------------------------------ |
| Airbus A320-200 | 3      | 2017      | 2020         | Geleased van de LATAM Airlines Group |

## Bestemmingen
SalamAir vliegt naar de volgende bestemmingen (juli 2024):
| Land                         | Stad         | Luchthaven                                          | Opmerkingen      |
| ---------------------------- | ------------ | --------------------------------------------------- | ---------------- |
| Albanië                      | Tirana       | Luchthaven Tirana                                   |                  |
| Azerbeidzjan                 | Bakoe        | Heydar Aliyev International Airport                 | seizoensgebonden |
| Bahrein                      | Manama       | Internationale luchthaven van Bahrein               |                  |
| Bangladesh                   | Chittagong   | Shah Amanat International Airport                   |                  |
| Bangladesh                   | Dhaka        | Luchthaven Dhaka                                    |                  |
| Duitsland                    | Frankfurt    | Flughafen Frankfurt am Main                         |                  |
| Duitsland                    | München      | Flughafen München Franz Josef Strauß                |                  |
| Egypte                       | Gizeh        | Internationale luchthaven van Gizeh-Sfinx           |                  |
| Frankrijk                    | Parijs       | Aéroport de Paris-Charles de Gaulle                 |                  |
| India                        | Bangalore    | Luchthaven Kempegowda                               |                  |
| India                        | Chennai      | Chennai International Airport                       |                  |
| India                        | Haiderabad   | Hyderabad Rajiv Gandhi International Airport        |                  |
| India                        | Jaipur       | Jaipur International Airport                        |                  |
| India                        | Kozhikode    | Kozhikode International Airport                     |                  |
| India                        | Lucknow      | Chaudhary Charan Singh International Airport        |                  |
| India                        | New Delhi    | Indira Gandhi International Airport                 |                  |
| Irak                         | Bagdad       | Internationale Luchthaven Baghdad                   |                  |
| Iran                         | Mashhad      | Mashhad International Airport                       |                  |
| Iran                         | Shiraz       | Luchthaven van Shiraz                               |                  |
| Iran                         | Teheran      | Internationale luchthaven Imam Khomeini             |                  |
| Italië                       | Milaan       | Internationale luchthaven Milano-Malpensa           |                  |
| Kazachstan                   | Almaty       | Luchthaven Almaty                                   |                  |
| Koeweit                      | Koeweit-Stad | Kuwait International Airport                        |                  |
| Libanon                      | Beiroet      | Rafik Hariri International Airport                  |                  |
| Oman                         | Ad Duqm      | Duqm Airport                                        |                  |
| Oman                         | Marmul       | Marmul Airport                                      |                  |
| Oman                         | Masirah      | RAFO Masirah                                        |                  |
| Oman                         | Mukhaizna    | Mukhaizna Airport                                   |                  |
| Oman                         | Muscat       | Muscat International Airport                        | hub              |
| Oman                         | Qarn Alam    | Qarn Alam Airport                                   |                  |
| Oman                         | Salalah      | Luchthaven Salalah                                  |                  |
| Oman                         | Sohar        | Sohar Airport                                       |                  |
| Pakistan                     | Islamabad    | Islamabad International Airport                     |                  |
| Pakistan                     | Karachi      | Jinnah International Airport                        |                  |
| Pakistan                     | Lahore       | Allama Iqbal International Airport                  |                  |
| Pakistan                     | Multan       | Multan International Airport                        |                  |
| Pakistan                     | Pesjawar     | Bacha Khan International Airport                    |                  |
| Pakistan                     | Sialkot      | Sialkot International Airport                       |                  |
| Qatar                        | Doha         | Hamad International Airport                         |                  |
| Saoedi-Arabië                | Dammam       | King Fahd International Airport                     |                  |
| Saoedi-Arabië                | Jeddah       | Internationale luchthaven Koning Abdoel Aziz        |                  |
| Saoedi-Arabië                | Medina       | Prince Mohammad bin Abdulaziz International Airport |                  |
| Saoedi-Arabië                | Riyad        | Luchthaven Riyad                                    |                  |
| Sri Lanka                    | Colombo      | Bandaranaike International Airport                  |                  |
| Thailand                     | Bangkok      | Internationale Luchthaven Suvarnabhumi              |                  |
| Thailand                     | Phuket       | Internationale Luchthaven Phuket                    |                  |
| Turkije                      | Istanbul     | Luchthaven Istanbul Sabiha Gökçen                   |                  |
| Turkije                      | Trabzon      | Luchthaven Trabzon                                  | seizoensgebonden |
| Verenigde Arabische Emiraten | Dubai        | Dubai International Airport                         |                  |
| Verenigde Arabische Emiraten | Fujairah     | Fujairah International Airport                      |                  |
| Verenigde Arabische Emiraten | Sharjah      | Sharjah International Airport                       | alleen vracht    |